# Horacio Casco
Horacio A. Casco Parejas (Buenos Aires, 13 de septiembre de 1868-Buenos Aires, 6 de diciembre de 1931) fue un político y esgrimista argentino. Se desempeñó como intendente de la Ciudad de Buenos Aires, designado por el presidente Marcelo Torcuato de Alvear entre 1927 y 1928. También se destacó como dirigente deportivo.

## Biografía
Poseía un título de abogado de la Universidad de Buenos Aires. Su carrera política comenzó como concejal de Buenos Aires, electo por la Unión Cívica Radical, llegando a ser presidente de aquel cuerpo entre 1926 y 1927. Asumió la intendencia inicialmente de manera interina, tras la renuncia de Carlos Noel.
Como esgrimista, asiduo practicante del Jockey Club, formó parte de la delegación argentina que participó de los Juegos Olímpicos de París 1924. Posteriormente, se desempeñó como presidente del club Gimnasia y Esgrima de La Plata. Durante su gestión se inauguró el estadio de fútbol perteneciente a la institución.
Una calle del barrio de Villa Lugano lleva su nombre en su homenaje, así como también una agrupación del club Gimnasia y Esgrima.